# (1620) Географ
(1620) Географ (др.-греч. Γεωγράφος) — небольшой околоземный астероид из группы аполлонов, который принадлежит к светлому спектральному классу S. Астероид был открыт 14 сентября 1951 года американскими астрономами Рудольфом Минковским и Альбертом Уилсоном в Паломарской обсерватории и назван греческим словом «географ» в честь членов Национального географического общества.

Орбита астероида Географ и его положение в Солнечной системе
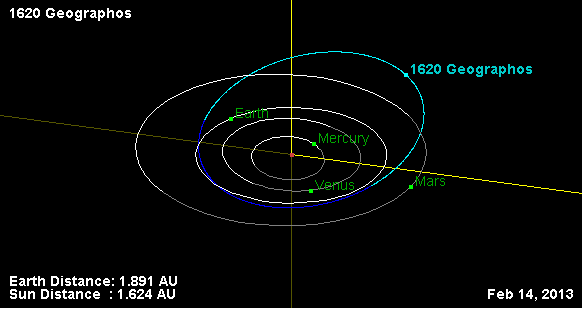
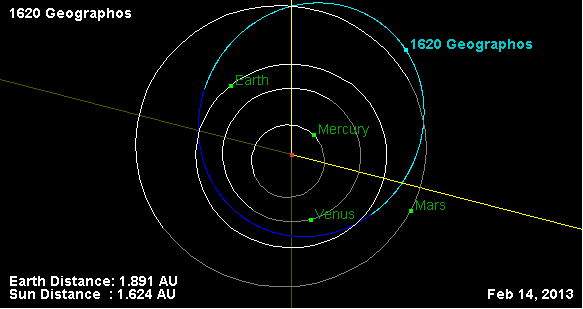

(1620) Географ должен был быть изучен КА Клементина, но из-за возникших неисправностей в двигателе, зонд завершил свою миссию прежде, чем ему удалось сблизиться с астероидом.

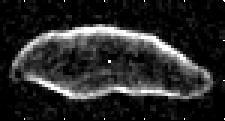
Радарное изображение астероида (1620) Географ

Орбита этого астероида характеризуется высоким значением эксцентриситета (около 0,336), из-за чего он пересекает орбиты сразу двух планет: Земли и Марса. В 1994 году в момент наибольшего, за последние два столетия, сближения астероида с Землёй (до 5 млн км), были проведены радарные исследования этого тела, в ходе которых с высокой точностью удалось установить размеры астероида (1620) Географ и получить серию его изображений. Оказалось, что астероид имеет самую вытянутую форму среди всех известных тел Солнечной системы.